# 2-oxobutaanzuur
2-oxobutaanzuur is een bij- of tussenproduct in het metabolisme van aminozuren.  In de biosynthese van cysteïne uit cystathionine ontstaat het als bijproduct, bij de afbraak van threonine en methionine is het een van de tussenstappen.
2-oxobutaanzuur wordt vanuit het cytoplasma naar de matrix van het mitochondrion getransporteerd. Daar wordt het in een aantal stappen (via propionyl-CoA, S-methylmalonyl-CoA,  R-methylmalonyl-CoA) omgezet in succinyl-CoA dat vervolgens via de citroenzuurcyclus verder gemetaboliseerd wordt.

## Synoniemen
De verbinding is onder een groot aantal verschillende namen beschreven. In de scheikunde wordt gebruikgemaakt van:
- α-ketobutaanzuur
- 2-oxoboterzuur
- 2-ketoboterzuur

In de biologische en medische vakgebieden wordt vaak gebruikgemaakt van:
- alfa-oxobutyraat (α-oxobutyraat)
- alfa-ketobutyraat (α-ketobutyraat)

## Synthese
2-oxobutaanzuur kan uitgaande van propionylchloride en zilvercyanide bereid worden. Door hydrolyse wordt het gevormde nitril omgezet in het 2-oxozuur.
Een tweede synthese gaat uit van di-ethyloxalaat. Via een Claisen-condensatie met ethylpropanoaat en natriumethoxide als katalysator wordt de diëthylester van methyloxalylazijnzuur verkregen. Tijden het koken met een zwavelzuur-oplossing wordt eerst de ester gehydrolyseerd, vervolgens treedt decarboxylatie op naar het eindproduct.

## Reacties
Een van de karakteristieke componenten van vin jaune is sotolon dat uit 2-ketobutaanzuur en aceetaldehyde ontstaat.
2-oxobutaanzuur kan met natriumamalgaam omgezet worden in de overeenkomstige hydroxyverbinding 2-hydroxybutaanzuur.